# Corina Ungureanu
Corina Ungureanu, (Ploieşti, 29 de agosto de 1980) é uma ex-ginasta romena que competiu em provas de ginástica artística.
Corina fez parte da equipe romena que disputou o Campeonato Mundial de Lausanne, em 1997. Nele, conquistou a medalha de ouro por equipes. Na edição seguinte, realizada em Tianjin, fora novamente medalhista de ouro na prova coletiva.